# Comuna Budinščina, Krapina-Zagorje
Budinščina este o comună în cantonul Krapina-Zagorje, Croația, având o populație de 2.503 locuitori (2011).

## Demografie
Componența etnică a comunei Budinščina
     Croați (97,64%)
     Necunoscut (0,04%)
     Neclasificat (0,24%)
Componența confesională a comunei Budinščina
     Catolici (96,28%)
     Necunoscută (3,08%)
     Alte religii (0,64%)
Conform recensământului din 2011, comuna Budinščina avea 2.503 locuitori. Din punct de vedere etnic, majoritatea locuitorilor (97,64%) erau croați. Apartenența etnică nu este cunoscută în cazul a 0,04% din locuitori. Din punct de vedere confesional, majoritatea locuitorilor (96,28%) erau catolici. Pentru 3,08% din locuitori nu este cunoscută apartenența confesională.